# Elusa limacodoides
Elusa limacodoides là một loài bướm đêm trong họ Noctuidae.